# Gösta Tamm
Gustaf "Gösta" Tamm (i riksdagen kallad Tamm i Malstanäs), född 15 april 1866, i  Films socken, Uppsala län, död 13 juli 1931 i Stockholm, var en svensk godsägare, friherre och politiker. Tamm var åren 1905–1906 Sveriges jordbruksminister och 1906–1922 ordförande i Nationalföreningen mot emigrationen.

## Biografi
Gösta Tamm föddes som son till statsrådet och friherren Claës Gustaf Adolf Tamm och Ebba Carolina Tersmeden, dotter till kusinerna Wilhelm Fredrik Tersmeden och Jacquette Tersmeden. Tamm tog officersexamen 1886 och tjänstgjorde därefter vid Livregementets dragonkår och Livgardet till häst till 1897. Han utsågs till hovstallmästare 1901.

## Politisk karriär
Tamm var från 1905–1906 jordbruksminister i statsminister Karl Staaffs första ministär.
Tamm var riksdagsledamot 1903–1905 i andra kammaren för Villåttinge härads valkrets, 1912–1914 i första kammaren för Södermanlands läns valkrets samt 1914–1917 i andra kammaren för Södermanlands läns södra valkrets. Han tillhörde från början Frisinnade landsföreningen och dess riksdagsparti Liberala samlingspartiet, men vid försvarsstriden 1914 lämnade han partiet och betecknade sig som frisinnad försvarsvän, varpå han efter att 1915–1916 ha kallat sig högervilde övergick till Lantmanna- och borgarepartiet 1917. I riksdagen var han bland annat vice ordförande i jordbruksutskottet 1912–1913.
Han engagerade sig inte minst i jordbruks- och försvarsfrågor men var också aktiv i emigrationsfrågan, vilken ville motverka emigrationen från Sverige till Nordamerika, bland annat som ordförande i Nationalföreningen mot emigrationen 1906–1922.

## Utmärkelser
- Kommendör av första klassen av Vasaorden, 8 maj 1914.[3]
- Riddare av Nordstjärneorden, 1906.[4]